# John Lynch (linguiste)
Pour les articles homonymes, voir John Lynch et Lynch.
John Dominic Lynch, né le 8 juillet 1946, à Sydney en Australie et mort le 25 mai 2021 à Port-Vila, est un linguiste spécialisé dans les langues océaniques. Aujourd'hui à la retraite, il a été professeur et directeur de la Pacific Languages Unit de la University of the South Pacific à Port Vila au Vanuatu.
John Lynch a plus particulièrement travaillé sur les langues de Vanuatu, l'histoire des langues du Pacifique, le pidgin et plus généralement les créoles, la transformation des langues, des dictionnaires, l'orthographe.
Il est rédacteur en chef de la revue Oceanic Linguistics (en) depuis 2009.